# ایووهیبه
ایووهیبه (به لاتین: Ivohibe) یک منطقهٔ مسکونی در ماداگاسکار است که در ایوهیبه واقع شده‌است. ایووهیبه ۴٬۱۱۹ کیلومتر مربع مساحت و ۲۲٬۲۹۰ نفر جمعیت دارد.